# Euphoria (Def Leppard)
| Recensione           | Giudizio |
| -------------------- | -------- |
| AllMusic             |          |
| Rolling Stone        |          |
| Entertainment Weekly | B+       |
| Q                    |          |

Euphoria è il settimo album in studio del gruppo musicale britannico Def Leppard, pubblicato l'8 giugno 1999 dalla Mercury Records. L'album segna un ritorno alle sonorità classiche del gruppo, dopo la parentesi alternativa di Slang. Raggiunse la posizione numero 11 della Billboard 200 negli Stati Uniti e la numero 11 della Official Albums Chart nel Regno Unito. L'album è anche noto per contenere la canzone Promises, che si piazzò al primo posto della Mainstream Rock Songs; da allora è stata suonata diverse volte nei concerti della band.

## Storia
Dopo Slang, la band era inizialmente insicura sulla direzione da prendere per il prossimo album, fino a quando non si riunì nell'aprile del 1998.
I Def Leppard ebbero l'aiuto del loro storico produttore Robert John "Mutt" Lange per quattro giorni, in un ruolo più limitato. Con Lange vennero co-scritte tre canzoni: It's Only Love, All Night e Promises.
Dopo le sperimentazioni del lavoro precedente, il nuovo disco vede il gruppo tornare al suo stile musicale di sempre, diretto e orecchiabile.                               
La canzone To Be Alive era stata originariamente scritta da Vivian Campbell per la sua band parallela, i Clock, ed è stata successivamente riarrangiata con i Def Leppard.
Il campione di Formula 1 Damon Hill, vicino di casa del bassista Rick Savage, esegue l'assolo di chitarra presente nella traccia d'apertura dell'album, Demolition Man.

## Tracce
1. Demolition Man – 3:24 (Phil Collen, Vivian Campbell, Joe Elliott)
2. Promises – 3:59 (Collen, Mutt Lange)
3. Back in Your Face – 3:20 (Elliott, Collen)
4. Goodbye – 3:36 (Rick Savage)
5. All Night – 3:38 (Collen, Lange)
6. Paper Sun – 5:27 (Collen, Campbell, Elliott, Savage, Pete Woodroffe)
7. It's Only Love – 4:06 (Elliott, Lange, Savage, Campbell)
8. 21st Century Sha La La La Girl – 4:06 (Collen, Elliott, Savage)
9. To Be Alive – 3:53 (Campbell, P.J. Smith)
10. Disintegrate (strumentale) – 2:51 (Collen)
11. Guilty – 3:47 (Collen, Savage, Elliott, Campbell, Woodroffe)
12. Day After Day – 4:36 (Collen, Elliott, Campbell)
13. Kings of Oblivion – 4:18 (Elliott, Collen, Savage)

## Formazione
- Joe Elliott – voce
- Phil Collen – chitarra e cori
- Vivian Campbell – chitarra e cori
- Rick Savage – basso e cori
- Rick Allen – batteria
- Damon Hill – assolo di chitarra in Demolition Man